# Torneo masculino de waterpolo en los Juegos Olímpicos de París 2024
El torneo masculino de waterpolo en los Juegos Olímpicos de París 2024 se realizó en el Paris La Défense Arena en Nanterre entre el 28 de julio y el 11 de agosto de 2024.

## Calendario
| FG | Fase de grupos | 1/4 | Cuartos de final | 1/2 | Semifinales Clasificatoria 5º - 8º | F | Partido por la medalla de oro Partido por la medalla de bronce Partidos por el 5º y 7º lugar |

| Julio y agosto de 2021 | 28 Dom | 29 Lun | 30 Mar | 31 Mié | 1 Jue  | 2 Vie | 3 Sáb  | 4 Dom | 5 Lun  | 6 Mar | 7 Mié   | 8 Jue | 9 Vie   | 10 Sáb | 11 Dom |
| ---------------------- | ------ | ------ | ------ | ------ | ------ | ----- | ------ | ----- | ------ | ----- | ------- | ----- | ------- | ------ | ------ |
| Fase (no. de partidos) | FG (4) |        | FG (4) |        | FG (4) |       | FG (4) |       | FG (4) |       | 1/4 (4) |       | 1/2 (4) | F (1)  | F (3)  |

## Clasificación
| Competición                  | Fecha                                  | Sede                            | Plazas | Equipos clasificados             |
| ---------------------------- | -------------------------------------- | ------------------------------- | ------ | -------------------------------- |
| País anfitrión               | –                                      | –                               | 1      | Francia                          |
| Campeonato Mundial           | 17 – 29 de julio de 2023               | Fukuoka ( Japón)                | 2      | Grecia Hungría                   |
| Juegos Asiáticos             | 2 – 7 de octubre de 2023               | Hangzhou ( China)               | 1      | Japón                            |
| Juegos Panamericanos         | 30 de octubre – 4 de noviembre de 2023 | Santiago · ( Chile)             | 1      | Estados Unidos                   |
| Campeonato Europeo           | 4 - 16 de enero de 2024                | Dubrovnik · Zagreb · ( Croacia) | 1      | España                           |
| Campeonato Mundial           | 5 – 17 de febrero de 2024              | Doha ( Catar)                   | 4      | Croacia Italia Montenegro Serbia |
| Campeonato Mundial – África  | 5 – 17 de febrero de 2024              | Doha ( Catar)                   | 1      | Sudáfrica                        |
| Campeonato Mundial – Oceanía | 5 – 17 de febrero de 2024              | Doha ( Catar)                   | 1      | Australia                        |
| TOTAL                        |                                        |                                 | 12     | 12                               |

## Fase de grupos

### Grupo A
| Pos. | Equipos        | PJ | PG | PE | PP | GF | GC | Dif. | Pts. |
| ---- | -------------- | -- | -- | -- | -- | -- | -- | ---- | ---- |
| 1    | Grecia         | 5  | 4  | 0  | 1  | 61 | 52 | 9    | 12   |
| 2    | Italia         | 5  | 4  | 0  | 1  | 60 | 43 | 17   | 12   |
| 3    | Estados Unidos | 5  | 3  | 0  | 2  | 59 | 51 | 8    | 9    |
| 4    | Croacia        | 5  | 3  | 0  | 2  | 58 | 57 | 1    | 9    |
| 5    | Montenegro     | 5  | 1  | 0  | 4  | 45 | 50 | -5   | 3    |
| 6    | Rumanía        | 5  | 0  | 0  | 5  | 37 | 67 | -30  | 0    |

| 28 de julio de 2024, 15:00 | Italia | 12:8                   | Estados Unidos | Paris La Défense Arena, Paris |  |
|                            |        | ( 1:1, 2:4, 1:2, 1:1 ) |                |                               |  |

| 28 de julio de 2024, 16:35 | Croacia | 11:8                    | Montenegro | Paris La Défense Arena, Paris |  |
|                            |         | ( 2:5, 1:9, 1:5, 0:10 ) |            |                               |  |

| 28 de julio de 2024, 21:05 | Rumania | 7:14                   | Grecia | Paris La Défense Arena, Paris |  |
|                            |         | ( 3:3, 2:5, 5:2, 5:2 ) |        |                               |  |

| 30 de julio de 2024, 12:05 | Croacia | 11:14                  | Italia | Paris La Défense Arena, Paris |  |
|                            |         | ( 4:2, 2:2, 3:2, 5:3 ) |        |                               |  |

| 30 de julio de 2024, 16:35 | Estados Unidos | 14:8                   | Rumanía | Paris La Défense Arena, Paris |  |
|                            |                | ( 5:1, 4:0, 4:0, 8:0 ) |         |                               |  |

| 30 de julio de 2024, 19:30 | Montenegro | 16:17                  | Grecia | Paris La Défense Arena, Paris |  |
|                            |            | ( 2:3, 3:2, 3:2, 6:6 ) |        |                               |  |

| 1 de agosto de 2024, 10:30 | Grecia | 13:11                  | Estados Unidos | Paris La Défense Arena, Paris |  |
|                            |        | ( 0:7, 0:9, 1:9, 0:8 ) |                |                               |  |

| 1 de agosto de 2024, 16:35 | Italia | 11:9                   | Montenegro | Paris La Défense Arena, Paris |  |
|                            |        | ( 3:3, 4:3, 4:1, 4:2 ) |            |                               |  |

| 4 de agosto de 2024, 14:00 | Rumania | 8:11                   | Croacia | Paris La Défense Arena, Paris |  |
|                            |         | ( 4:4, 4:3, 3:2, 5:3 ) |         |                               |  |

| 3 de agosto de 2024, 12:05 | Croacia | 14:13                  | Grecia | Paris La Défense Arena, Paris |  |
|                            |         | ( 3:3, 1:3, 7:3, 3:4 ) |        |                               |  |

| 3 de agosto de 2024, 16:35 | Montenegro | 7:12                   | Estados Unidos | Paris La Défense Arena, Paris |  |
|                            |            | ( 1:4, 1:3, 4:3, 1:2 ) |                |                               |  |

| 3 de agosto de 2024, 21:05 | Italia | 18:7                   | Rumanía | Paris La Défense Arena, Paris |  |
|                            |        | ( 6:2, 4:1, 5:1, 3:3 ) |         |                               |  |

| 5 de agosto de 2024, 15:10 | Grecia | 9:8                    | Italia | Paris La Défense Arena, Paris |  |
|                            |        | ( 2:2, 4:3, 0:1, 3:2 ) |        |                               |  |

| 5 de agosto de 2024, 18:30 | Croacia | 11:14                  | Estados Unidos | Paris La Défense Arena, Paris |  |
|                            |         | ( 2:5, 3:5, 2:1, 4:3 ) |                |                               |  |

| 5 de agosto de 2024, 21:40 | Rumania | 7:10                   | Montenegro | Paris La Défense Arena, Paris |  |
|                            |         | ( 3:3, 1:2, 1:2, 2:3 ) |            |                               |  |

### Grupo B
| Pos. | Equipos   | PJ | PG | PE | PP | GF | GC | Dif. | Pts. |
| ---- | --------- | -- | -- | -- | -- | -- | -- | ---- | ---- |
| 1    | España    | 5  | 5  | 0  | 0  | 57 | 31 | 26   | 15   |
| 2    | Australia | 5  | 3  | 0  | 2  | 44 | 42 | 2    | 9    |
| 3    | Hungría   | 5  | 3  | 0  | 2  | 62 | 54 | 8    | 9    |
| 4    | Serbia    | 5  | 2  | 0  | 3  | 58 | 63 | -5   | 6    |
| 5    | Francia   | 5  | 1  | 0  | 4  | 50 | 60 | -10  | 3    |
| 6    | Japón     | 5  | 1  | 0  | 4  | 60 | 83 | -23  | 3    |

| 28 de julio de 2024, 10:30 | Australia | 5:9                    | España | Paris La Défense Arena, Paris |  |
|                            |           | ( 1:1, 2:4, 1:2, 1:1 ) |        |                               |  |

| 28 de julio de 2024, 12:05 | Serbia | 16:15                   | Japón | Paris La Défense Arena, Paris |  |
|                            |        | ( 2:5, 1:9, 1:5, 0:10 ) |       |                               |  |

| 28 de julio de 2024, 19:30 | Francia | 12:13                  | Hungría | Paris La Défense Arena, Paris |  |
|                            |         | ( 3:3, 2:5, 5:2, 5:2 ) |         |                               |  |

| 30 de julio de 2024, 10:30 | Australia | 8:3                    | Serbia | Paris La Défense Arena, Paris |  |
|                            |           | ( 4:2, 2:2, 3:2, 5:3 ) |        |                               |  |

| 30 de julio de 2024, 15:00 | Japón | 13:14                  | Francia | Paris La Défense Arena, Paris |  |
|                            |       | ( 5:1, 4:0, 4:0, 8:0 ) |         |                               |  |

| 30 de julio de 2024, 21:05 | España | 10:7                   | Hungría | Paris La Défense Arena, Paris |  |
|                            |        | ( 2:3, 3:2, 3:2, 6:6 ) |         |                               |  |

| 1 de agosto de 2024, 12:05 | Serbia | 11:15                  | España | Paris La Défense Arena, Paris |  |
|                            |        | ( 0:7, 0:9, 1:9, 0:8 ) |        |                               |  |

| 1 de agosto de 2024, 15:00 | Francia | 8:9                    | Australia | Paris La Défense Arena, Paris |  |
|                            |         | ( 3:3, 4:3, 4:1, 4:2 ) |           |                               |  |

| 4 de agosto de 2024, 21:05 | Hungría | 17:10                  | Japón | Paris La Défense Arena, Paris |  |
|                            |         | ( 4:4, 4:3, 3:2, 5:3 ) |       |                               |  |

| 3 de agosto de 2024, 10:30 | España | 23:8                   | Japón | Paris La Défense Arena, Paris |  |
|                            |        | ( 1:0, 6:1, 4:0, 3:0 ) |       |                               |  |

| 3 de agosto de 2024, 15:00 | Australia | 9:8                    | Hungría | Paris La Défense Arena, Paris |  |
|                            |           | ( 4:4, 4:3, 3:2, 5:3 ) |         |                               |  |

| 3 de agosto de 2024, 19:30 | Serbia | 15:8                   | Francia | Paris La Défense Arena, Paris |  |
|                            |        | ( 4:4, 4:3, 3:2, 5:3 ) |         |                               |  |

| 5 de agosto de 2024, 12:00 | Hungría | 17:13                  | Serbia | Paris La Défense Arena, Paris |  |
|                            |         | ( 2:4, 7:3, 6:2, 2:4 ) |        |                               |  |

| 5 de agosto de 2024, 13:35 | Australia | 13:14                  | Japón | Paris La Défense Arena, Paris |  |
|                            |           | ( 5:2, 2:4, 2:4, 4:4 ) |       |                               |  |

| 5 de agosto de 2024, 20:05 | Francia | 8:10                   | España | Paris La Défense Arena, Paris |  |
|                            |         | ( 1:3, 3:5, 4:2, 1:3 ) |        |                               |  |

## Fase final
|  | Quinto puesto  | Quinto puesto  |                |        | Crossover   | Crossover   |                |             | Cuartos de final | Cuartos de final |         |        | Semifinales   | Semifinales   |  |  | Final        | Final        |
|  |                |                |                |        |             |             |                |             |                  |                  |         |        |               |               |  |  |              |              |
|  |                |                |                |        |             |             |                |             | 7 de agosto      |                  |         |        |               |               |  |  |              |              |
|  |                |                |                |        |             |             |                |             |                  |                  |         |        |               |               |  |  |              |              |
|  | 11 de agosto   | 11 de agosto   |                |        | 9 de agosto | 9 de agosto |                |             | Grecia           | 11               |         |        | 9 de agosto   | 9 de agosto   |  |  | 11 de agosto | 11 de agosto |
|  | 11 de agosto   | 11 de agosto   |                |        | 9 de agosto | 9 de agosto |                |             | Grecia           | 11               |         |        | 9 de agosto   | 9 de agosto   |  |  | 11 de agosto | 11 de agosto |
|  | 11 de agosto   | 11 de agosto   |                |        | 9 de agosto | 9 de agosto | Serbia         | 12          |                  |                  |         |        | 9 de agosto   | 9 de agosto   |  |  | 11 de agosto | 11 de agosto |
|  | 11 de agosto   | 11 de agosto   |                | Grecia | 15          |             | Serbia         | 12          |                  |                  |         | Serbia | 10            |               |  |  | 11 de agosto | 11 de agosto |
|  | 11 de agosto   | 11 de agosto   | 7 de agosto    | Grecia | 15          |             |                |             |                  |                  |         | Serbia | 10            |               |  |  | 11 de agosto | 11 de agosto |
|  | 11 de agosto   | 11 de agosto   |                |        | Australia   | 9           |                |             | Estados Unidos   | 6                |         |        |               |               |  |  | 11 de agosto | 11 de agosto |
|  | 11 de agosto   | 11 de agosto   | Estados Unidos | 11     | Australia   | 9           |                |             | Estados Unidos   | 6                |         |        |               |               |  |  | 11 de agosto | 11 de agosto |
|  | 11 de agosto   | 11 de agosto   | Estados Unidos | 11     |             |             |                |             |                  |                  |         |        |               |               |  |  | 11 de agosto | 11 de agosto |
|  | 11 de agosto   | 11 de agosto   |                |        | Australia   | 10          |                |             |                  |                  |         |        |               |               |  |  | 11 de agosto | 11 de agosto |
|  | Grecia         | 15             |                |        | Australia   | 10          | Serbia         | 13          |                  |                  |         |        |               |               |  |  |              |              |
|  | Grecia         | 15             | 7 de agosto    |        |             |             | Serbia         | 13          |                  |                  |         |        |               |               |  |  |              |              |
|  | España         | 13             |                |        | Croacia     | 11          |                |             |                  |                  |         |        |               |               |  |  |              |              |
|  | España         | 13             | Italia         | 10     | Croacia     | 11          |                |             |                  |                  |         |        |               |               |  |  |              |              |
|  |                |                | Italia         | 10     | 9 de agosto | 9 de agosto | 9 de agosto    | 9 de agosto |                  |                  |         |        |               |               |  |  |              |              |
|  |                |                | Hungría        | 12     | 9 de agosto | 9 de agosto | 9 de agosto    | 9 de agosto |                  |                  |         |        |               |               |  |  |              |              |
|  | Séptimo puesto | Séptimo puesto | Hungría        | 12     | Italia      | 9           |                |             |                  |                  | Hungría | 8      | Tercer puesto | Tercer puesto |  |  |              |              |
|  | Séptimo puesto | Séptimo puesto | 7 de agosto    |        | Italia      | 9           |                |             |                  |                  | Hungría | 8      | Tercer puesto | Tercer puesto |  |  |              |              |
|  | 10 de agosto   | 10 de agosto   |                |        | España      | 11          |                |             | Croacia          | 9                |         |        | 11 de agosto  | 11 de agosto  |  |  |              |              |
|  | Australia      | 6              | Croacia        | 10     | España      | 11          | Estados Unidos | 11          | Croacia          | 9                |         |        |               |               |  |  |              |              |
|  | Australia      | 6              | Croacia        | 10     |             |             | Estados Unidos | 11          |                  |                  |         |        |               |               |  |  |              |              |
|  | Italia         | 10             |                |        | España      | 8           |                |             | Hungría          | 8                |         |        |               |               |  |  |              |              |
|  | Italia         | 10             |                |        | España      | 8           |                |             | Hungría          | 8                |         |        |               |               |  |  |              |              |

### Cuartos de final
| 7 de agosto de 2024, 14:00 | Croacia | 10:8                   | España | Paris La Défense Arena, Paris |  |
|                            |         | ( 2:0, 4:3, 2:2, 2:3 ) |        |                               |  |

| 7 de agosto de 2024, 15:35 | Grecia | 11:12                  | Serbia | Paris La Défense Arena, Paris |  |
|                            |        | ( 3:3, 2:3, 4:2, 2:4 ) |        |                               |  |

| 7 de agosto de 2024, 19:00 | Estados Unidos | 11:10                       | Australia | Paris La Défense Arena, Paris |  |
|                            |                | ( 1:3, 2:2, 2:2, 2:2, 4:3 ) |           |                               |  |

| 7 de agosto de 2024, 20:35 | Italia | 10:12                       | Hungría | Paris La Défense Arena, Paris |  |
|                            |        | ( 2:3, 0:1, 5:2, 2:3, 1:3 ) |         |                               |  |

### Semifinales 5º - 8º puesto
| 9 de agosto de 2024, 13:00 | Italia | 9:11                   | España | Paris La Défense Arena, Paris |  |
|                            |        | ( 0:4, 3:2, 3:3, 3:2 ) |        |                               |  |

| 9 de agosto de 2024, 18:00 | Grecia | 15:9                   | Australia | Paris La Défense Arena, Paris |  |
|                            |        | ( 3:1, 2:2, 5:3, 5:3 ) |           |                               |  |

### Semifinales
| 9 de agosto de 2024, 14:35 | Serbia | 10:6                   | Estados Unidos | Paris La Défense Arena, Paris |  |
|                            |        | ( 2:2, 4:2, 2:2, 2:0 ) |                |                               |  |

| 9 de agosto de 2024, 19:35 | Hungría | 8:9                    | Croacia | Paris La Défense Arena, Paris |  |
|                            |         | ( 3:3, 2:4, 2:2, 1:0 ) |         |                               |  |

### Partido por el séptimo puesto
| 10 de agosto de 2024, 19:35 | Australia | 6:10                   | Italia | Paris La Défense Arena, Paris |  |
|                             |           | ( 1:2, 1:3, 2:4, 2:1 ) |        |                               |  |

### Partido por el quinto puesto
| 11 de agosto de 2024, 09:00 | Grecia | 15:13                  | España | Paris La Défense Arena, Paris |  |
|                             |        | ( 2:2, 6:4, 4:1, 3:6 ) |        |                               |  |

### Partido por la medalla de bronce
| 11 de agosto de 2024, 10:35 | Estados Unidos | 11:8                        | Hungría | Paris La Défense Arena, Paris |  |
|                             |                | ( 3:2, 1:1, 2:2, 2:3, 3:0 ) |         |                               |  |

### Final
| 11 de agosto de 2024, 14:00 | Serbia | 13:11                  | Croacia | Paris La Défense Arena, Paris |  |
|                             |        | ( 5:2, 3:3, 3:3, 2:3 ) |         |                               |  |